# SWAT (herní série)
SWAT (akronym pro Special Weapons And Tactics) je série videoher s policejní tematikou vydaných americkou společností Sierra On-Line. Jedná se většinou o taktické střílečky s příměsí realtimové strategie. Hráč vystupuje v roli velitele týmu speciálních jednotek SWAT. Musí zajistit, aby mise dopadly úspěšně a obešly se bez policejních i civilních ztrát.
První dva díly vyšly pod supervizí (dohledem) bývalého šéfa policejního sboru Los Angeles Daryla F. Gatese. Tyto díly (Police Quest: SWAT a Police Quest: SWAT 2) jsou zároveň zakončením série Police Quest, kterou tvořily zejména adventury. Protože nesou název obou sérií, jsou považovány za součást obou dvou.

## Vydané hry
- Police Quest: SWAT (1995) – celým názvem Daryl F. Gates' Police Quest: SWAT, uváděna i jako Police Quest 5[2] a SWAT 1
- Police Quest: SWAT 2 (1998) – přesným názvem Police Quest: SWAT2, uváděna i jako Police Quest 6 a SWAT 2
- SWAT 3: Close Quarters Battle (1999)
- SWAT: Global Strike Team (2003)
- SWAT 4 (2005)
- SWAT Force (2006)
- SWAT: Target Liberty (2007)
- SWAT Elite Troops (2008)